# Paracles emerita
Paracles emerita är en fjärilsart som beskrevs av William Schaus 1933. Paracles emerita ingår i släktet Paracles och familjen björnspinnare. Inga underarter finns listade i Catalogue of Life.